# ГЭС Кариба
ГЭС Кариба — гидроэлектростанция в ущелье на реке Замбези. Является совместным владением Замбии и Зимбабве.
Строительство гидроэлектростанции начато в 1957, окончено в 1959 году, образовав крупное водохранилище Кариба.
Плотина длиной 579 м и высотой 126 м. Мощность электростанций ГЭС Кариба — 1320 МВт, годовая выработка достигает 6,4 млрд кВт·ч.